# Riding the Wave

Riding the Wave est un album des Blanks sorti en 2004. Les acteurs et l'équipe de Scrubs ont également participé à l'enregistrement (les morceaux concernés sont marqués du sigle CR).

## Morceaux
1. Superman (originally by Lazlo Bane) 3:20
2. Charles in Charge (theme tune from the sitcom) 1:01
3. A Little Polish
4. They'll Never Know - CR
5. Touched Up - CR
6. Play On - CR
7. Testy Tiger
8. Commandos (Attack!)
9. Good Old Days
10. Crowded Landscape - CR
11. Holy - CR
12. Elliot In Your Cup
13. By Mennen - G major
14. Happy Halloween
15. The Full Monty
16. Testy Tiger - reprise
17. What Now? - CR
18. I'm In The Middle - CR
19. Facts Of Life (theme tune from the sitcom)
20. By Mennen - D major
21. Flipper Theme (theme tune from the TV series)
22. Speed Racer (theme tune from the anime series)
23. The Riff Song (tiré de The Desert Song, opérette)
24. John - CR
25. Do You Want? - CR
26. If You Never Looked At Me - CR
27. Boing Fwip
28. Underdog (thème de Underdog)
29. Six Million Dollar Man (theme tune from the TV series)
30. Testy Tiger - additional reprise
31. Love Having You - CR
32. I'll Be Seeing You (from the 1944 movie)
33. The Ballad Of Jimmy Durante
34. Back To You - CR